# Ščetinočeljustnice
Ščetinočeljustnice (znanstveno ime Chaetognatha) so deblo plenilskih morskih črvov, ki so pomemben sestavni del planktona po vsem svetu. Približno petina znanih vrst ščetinočeljustnic je bentoških in se lahko pritrdi na alge in kamne. Najdemo jih v vseh morskih vodah, od površinskih tropskih vod in plitvih bazenov do globokih morskih in polarnih regij. Večina ščetinočeljustnic je prozornih in v obliki torpeda, nekatere globokomorske vrste pa so oranžne. Velike so od 2 do 120 mm. 
Obstaja več kot 120 sodobnih vrst, razdeljenih v več kot 20 rodov. Kljub omejeni vrstni pestrosti je število posameznikov veliko.
Ščetinočeljustnice se običajno štejejo za samostojno skupino protostomov, ki ne spadajo ne v skupino Ecdysozoa ne v skupino Lophotrochozoa.